# Mämmilärock
Mämmilä Rock, är ett album av det svenska bandet Laakso. Det släpptes den 18 april 2007. Detta Laakso-album släpptes samma dag som deras skiva Mother Am I Good Looking? som fick både mer uppmärksamhet i pressen och mer speltid på radio än denna skiva. Mämmilä Rock är Laaksos första album där sången helt är på finska. 
Skivan spelades in 2005 i Pello i finska Tornedalen. En singel från skivan släpptes, Hurrin hurjaa elämää. Det fanns två skivor till albumet, på den andra skivan fanns en bonus; musikvideon till Stockholm Rock City och en dokumentär om inspelningen av skivan. 
Mämmilä är en by söder om orten Pello.

## Låtlista
- CD 1

1. Minä ja Jari
2. Unelmia Oli
3. Hetkinen Juice Leskinen
4. Tu Tu Tu Tulevaisuus
5. Rotterdam here i come
6. Avara Maa
7. Stockholm rock city
8. See you in huhtikuu
9. Hurrin hurjaa elämää
10. Kylmä joka lämmittää
11. Mämmilärock

- CD 2

Bonus dvd: Stockholm rock city-musiikkivideo & Mämmilärock dokumentary

## Singlar
- Hurrin hurjaa elämää

1. Hurrin hurjaa elämää
2. Syksyn sävel